# Flavius Merobaudes (Heermeister)
Flavius Merobaudes († 383 oder 388) war ein römischer Offizier fränkischer Herkunft.
Merobaudes diente bereits unter Kaiser Julian und begleitete nach dessen Tod 363 seine Leiche bei der Überführung nach Tarsos. Wahrscheinlich im Jahr 375 wurde er vom römischen Kaiser Valentinian I. zum Heermeister (magister militum, genauer magister peditum praesentalis, d. h. Heermeister am Kaiserhof) ernannt und war im Feldzug gegen die Quaden eingesetzt. Nach dem Tod Valentinians I. im selben Jahr war Merobaudes maßgeblich an der Erhebung Valentinians II. zum Kaiser des Ostens beteiligt. Er hatte auch auf den Herrscher des Westreiches, Valentinians älteren Bruder Gratian, großen Einfluss. Zwei Mal, 377 (zusammen mit Gratian) und 383 (zusammen mit Flavius Saturninus), bekleidete er das Konsulat (vgl. dazu die Liste der römischen Konsuln). Dies stellte einen enormen Gunstbeweis dar, da wiederholte Konsulate seit der Zeit Konstantins des Großen in der Regel dem Kaiserhaus vorbehalten waren. Im Prozess gegen den korrupten Statthalter Romanus setzte er sich wohl für diesen ein; Romanus wurde schließlich freigesprochen.
Merobaudes lässt sich historisch als ein Vorläufer der späteren, vor allem im Westen besonders mächtigen „ersten“ Heermeister betrachten. Ähnlich wie nur wenig später Stilicho unter Honorius übte er einen großen, dominanten Einfluss auf den noch jugendlichen Gratian aus. Diese Rolle war rechtlich nicht festgeschrieben, formal blieb er gleichrangig mit den anderen Heermeistern, fungierte aber als primus inter pares (Erster unter Gleichen), wie aus den Erwähnungen in den Quellen und seinen mehrfachen Konsulaten deutlich wird.
Obwohl Merobaudes mit Erfolg unter Gratian diente, fiel er möglicherweise 383 von ihm ab und lief zum Usurpator Magnus Maximus über, doch ist sich die moderne Forschung nicht einig, welche Rolle Merobaudes im Zusammenhang mit der Erhebung des Magnus Maximus spielte. Auch über das weitere Leben des Merobaudes herrscht keine Klarheit: Eine Inschrift erwähnt ein drittes Konsulat für das Jahr 388, vor dessen Antritt Merobaudes aber verstorben sei. Womöglich ist er in den Selbstmord getrieben worden, wie der Panegyrikus des Pacatus berichtet (was manche Forscher aber auf das Jahr 383 beziehen). Er wurde möglicherweise in Augusta Treverorum (dem heutigen Trier) begraben.